# Portland (Pensilvania)
Portland es un borough ubicado en el condado de Northampton en el estado estadounidense de Pensilvania. En el año 2000 tenía una población de 579 habitantes y una densidad poblacional de 431.5 personas por km².

## Geografía
Portland se encuentra ubicado en las coordenadas 40°55′14″N 75°5′52″O / 40.92056, -75.09778.

## Demografía
Según la Oficina del Censo en 2000 los ingresos medios por hogar en la localidad eran de $36,827 y los ingresos medios por familia eran $46,250. Los hombres tenían unos ingresos medios de $35,417 frente a los $21,875 para las mujeres. La renta per cápita para la localidad era de $17,275. Alrededor del 6% de la población estaba por debajo del umbral de pobreza.